# Alain de Penfentenyo de Kervéréguin
Pour les autres membres de la famille, voir Famille de Penfentenyo.
Alain Henri Georges Marie de Penfentenyo de Kervéréguin est né le 28 octobre 1921 au château de Montpezat, à Larcan (Haute-Garonne) et mort au combat le 12 février 1946 en Indochine, est un officier de la Marine nationale française.

## Biographie
Issu d'une vieille famille bretonne, la famille de Penfentenyo, Alain de Penfentenyo est le dixième d'une famille de quatorze enfants. Il est le fils du vice-amiral d'escadre Hervé de Penfentenyo qui défendit Lorient les armes à la main en juin 1940. 
Alain de Penfentenyo entre à l'École navale en 1939. Durant la Seconde Guerre mondiale, il est enseigne de vaisseau (EV) sur l'aviso  La Boudeuse en septembre 1940, puis sur le contre-torpilleurs Le Terrible. Après avoir été instructeur au centre des fusiliers-marins, il est officier en second de l'escorteur Tirailleur.
Il demande, en 1945, à rejoindre les Forces maritimes d’Extrême-Orient. Le 3 janvier 1946, il est affecté à la Flottille fluviale d’Extrême-Orient. 
Mais le 12 février 1946, il est mortellement touché lors d’une opération de nettoyage d’îlots de résistance Vietminh sur le fleuve Dong Nai, en Indochine française,. Il est enterré au cimetière français de Saïgon, aujourd'hui détruit, puis rapatrié en France et inhumé au Cimetière des Gonards, à Versailles, auprès de sa famille. 
L'EV Alain de Penfentenyo est le troisième de sa fratrie à mourir au feu, après François (mort au combat le 23 mai 1940) et Tanguy (mort au combat le 8 mars 1945). 
Un commando marine, créé en 1947, a été nommé en son honneur, le Commando de Penfentenyo.
Le 27 août 1946, Alain de Penfentenyo est nommé chevalier de la Légion d'honneur à titre posthume, avec cette citation : « officier volontaire pour des missions périlleuses. Mortellement blessé le 12 février 1946 par des armes automatiques soutenues de mortiers aux environs du village de Thien-Quan, alors qu'il remontait le Dong Nai. Après une énergique riposte de ses moyens de feu, et quoique perdant beaucoup de sang et souffrant visiblement, a continué à assurer la manœuvre de ses LCVP qu'il a ramenés au poste de Tan-Huyen. A fait preuve d'un cran remarquable. Figure noble et magnifique incarnant les qualités de l'officier français »
Entre 1939 et 1946, il rédige, comme beaucoup d'officiers à l'époque, une sorte de journal révélant ses pensées, ses recherches.